# Томмо Рачеа III
Томмо Рачеа III (1690–1747) — король Камбоджі, який тричі правив країною в першій половині XVIII століття.

## Життєпис
Був сином короля Четти IV. Вперше зійшов на престол у 12-річному віці після зречення батька. Насправді ж країною від імені свого малолітнього сина продовжував правити Четта IV. 1703 останній повернув собі трон і знову зрікся на користь Томмо Рачеа III 1710 року.
1708 року Томмо Рачеа III був змушений протистояти повстанцям на чолі зі своїм двоюрідним братом Анг Емом, який за допомогою лаосців і в'єтнамців захопив східну частину країни. Король спочатку сховався у столиці, а 1710 року був змушений утекти до Сіаму. 1711, 1716 і 1722 року Томмо Рачеа намагався повернути собі престол.
Під час третього періоду свого правління Томмо Рачеа III втратив частину своїх територій, що стало наслідком виступів тамтешнього населення в'єтнамського походження.